# Charles Gairdner
Sir Charles Henry Gairdner (Batavia, 20 marzo 1898 – Perth, 22 febbraio 1983) è stato un generale britannico.

## Biografia
Nato a Batavia, odierna Giacarta, in Indonesia, crebbe nella contea di Galway, in Irlanda, e frequentò la Repton School e il Royal Military Academy. Sposò Evelyn Constance Handcock, figlia di Lord Castlemain, nel 1925.

## Carriera militare
Dopo la laurea, Gairdner divenne 2° tenente di artiglieria nel maggio 1916 e venne spedito al fronte occidentale. In questa campagna, ha subito una grave ferita alla gamba destra che ha richiesto numerosi interventi per tutta la sua vita ed un'eventuale amputazione nel 1976. Dopo la guerra si trasferì alla cavalleria. Ha trascorso due anni al Staff College (1933-1934). Come un tenente colonnello (1937-1940) è stato il comandante della 10th Royal Hussars, prima di essere capo di stato maggiore della 7ª Divisione Corazzata e poi generale comandante della 6ª e 8ª divisioni corazzate. Gairdner era Capo di Stato Maggiore del generale Harold Alexander durante la fase di progettazione dell'Sbarco in Sicilia, ma è stato sollevato e divenne un emissario personale del Primo Ministro Winston Churchill e di Douglas MacArthur in Estremo Oriente.

## Governatore di Australia Occidentale e Tasmania
Nel 1951 è stato nominato Governatore dell'Australia Occidentale. Era molto popolare tra la popolazione.
Durante il suo governo non ci furono crisi politiche o costituzionali. Il Sir Charles Gairdner Hospital di Perth è stato chiamato in suo onore nel maggio 1963. Gairdner si  dimise dal suo incarico il 26 giugno 1963. Il 23 settembre 1963 è stato nominato Governatore della Tasmania.

## Morte
Morì il 22 febbraio 1983 a Nedlands, sobborgo di Perth, e fu cremato dopo i funerali di stato.